# 高岡迪
高岡 迪 / 高岡 廸（たかおか すすむ、1912年（明治45年）2月24日 - 1999年 (平成11年) 2月6日）は、日本の海軍軍人、航空自衛官。最終階級は海軍中佐、空将補。香川県出身。
日本航空史上初の国産ジェット機を操縦した先駆者で、「橘花」および「T-1」のテストパイロットを務めた。

## 略歴
旧制香川多度津中学校を経て、海軍兵学校第60期卒業。当初艦攻操縦専攻、のち艦爆に転科。太平洋戦争中は海軍航空技術廠および横須賀海軍航空隊でテストパイロットの任務にあたり、1945年（昭和45年）8月には橘花の試験飛行も行なった。最終階級は海軍中佐。
戦後は、航空自衛隊に入隊し、国産初のジェット練習機T-1Aの初飛行も担当した。第4航空団司令在任中の1962年（昭和37年）6月に隊員が起こした亡命未遂事件の責任を取る形で同年9月に退官した。最終階級は空将補。退官後は新三菱重工に入社し、1974年（昭和49年）に退職。

## 年譜
- 1932年（昭和07年）11月：海軍兵学校卒業（第60期）
- 1934年（昭和09年）4月：海軍少尉任官
- 1935年（昭和10年）11月：海軍中尉に進級
- 1937年（昭和12年）11月15日：大村海軍航空隊附[7]
  - 12月1日：空母「蒼龍」乗組[8]
- 1938年（昭和13年）6月1日：海軍大尉に進級[9]
  - 12月1日：横須賀海軍航空隊分隊長兼教官[10]
- 1939年（昭和14年）11月15日：横須賀海軍航空隊附[11]
  - 12月7日：空母「蒼龍」分隊長[12]
- 1940年（昭和15年）9月16日：空母「飛龍」分隊長[13]
  - 10月5日：空母「蒼龍」分隊長[14]
- 1941年（昭和16年）8月15日：横須賀鎮守府附 [15]
  - 9月10日：海軍航空技術廠飛行実験部部員[16]
- 1942年（昭和17年）11月1日：海軍少佐に進級[17]
- 1944年（昭和19年）7月10日：横須賀海軍航空隊附[18]
- 1945年（昭和20年）9月5日：海軍中佐に進級[19]
  - 9月20日：予備役に編入[20]
- 1954年（昭和29年）10月30日：航空自衛隊に入隊、2等空佐に任命[21]
- 1956年（昭和31年）8月16日：1等空佐に昇任
- 1958年（昭和33年）4月24日：技術研究本部岐阜試験場長 兼 実験航空隊長
- 1960年（昭和35年）8月1日：第16飛行教育団司令 兼 築城基地司令
- 1961年（昭和36年）7月17日：第4航空団司令 兼 松島基地司令
- 1962年（昭和37年）7月1日：空将補に昇任
  - 8月1日：航空幕僚監部付
  - 9月11日：退官[22]
- 1999年（平成11年）2月6日：逝去（享年86）、叙・正五位[1]